# Dia Frampton

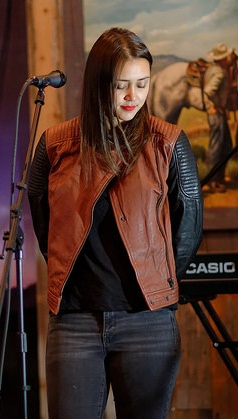
Dia Frampton in Los Angeles (2015)

Dia Leif Frampton (* 2. Oktober 1987 in Draper, Utah) ist eine amerikanische Singer-Songwriterin. Sie ist zusammen mit ihrer Schwester Mitglied der Band Meg & Dia und wurde Zweitplatzierte in der ersten Staffel von The Voice. Ihr Debütalbum Red wurde 2011 veröffentlicht.

## Biografie

### Kindheit und Jugend
Dia Frampton ging in St. George in Utah und später in Las Vegas zur Schule, wo sie 2005 ihren Abschluss machte. Bereits 2004 gründete sie gemeinsam mit ihrer Schwester die Band Meg & Dia. Die Band hatte einen Plattenvertrag bei Warner Music, der jedoch 2010 endete.

### Teilnahme beiThe Voice
Im Frühjahr 2011 nahm sie an der Castingshow The Voice teil, ursprünglich nur, um das Album Cocoon bekannter zu machen, doch sie blieb länger in der Show als gedacht und kam in das Team von Blake Shelton. Sie erreichte das Finale, wo sie ein Duett mit Miranda Lambert sang, schließlich Zweite wurde. Bis zum 7. Juli 2011 wurden von ihren Performances bei The Voice insgesamt 480 000 Exemplare als Download verkauft. 2011 wurde Frampton von der Zeitschrift Entertainment Weekly zur ‚Lieblings-Persönlichkeit aus einer Realityshow‘ gekürt.
| Show                        | Lied                                          | Originalinterpret | Startnummer |
| --------------------------- | --------------------------------------------- | ----------------- | ----------- |
| Blind Audition              | Bubbly                                        | Colbie Caillat    | 16          |
| Battle-Runde                | You Can’t Hurry Love (vs. Serabee)            | The Supremes      |             |
| Viertelfinale (Woche 1)     | Heartless                                     | Kanye West        | 4           |
| Halbfinale                  | Losing My Religion                            | R.E.M.            | 3           |
| Finale                      | I Won't Back Down (mit Blake Shelton)         | Tom Petty         | 2           |
| Finale                      | Inventing Shadows                             | Dia Frampton      | 5           |
| Finale (Ergebnisverkündung) | The House That Built Me (mit Miranda Lambert) | Miranda Lambert   | 4           |

### Solokarriere

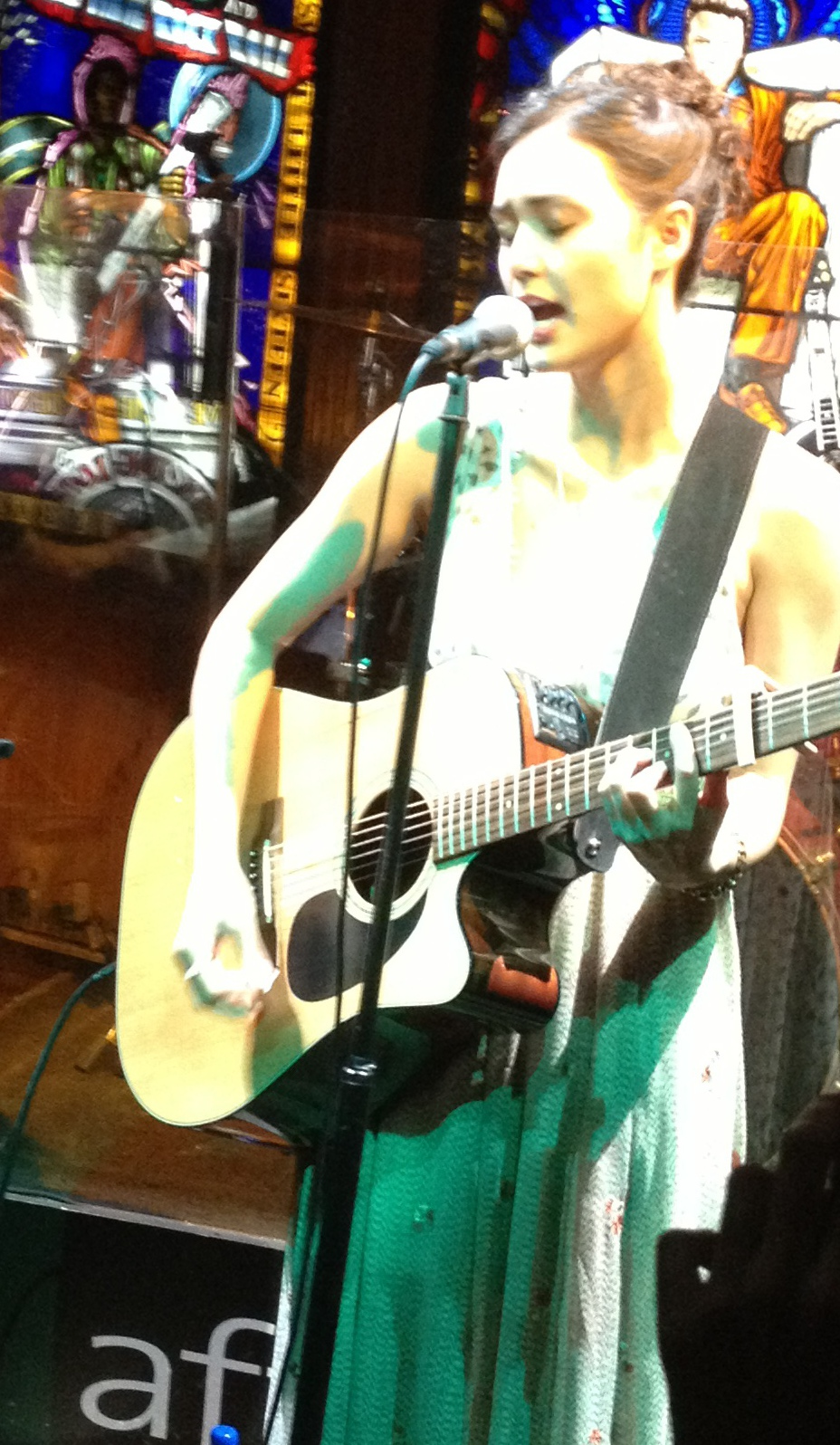
Dia Frampton (2012)

Dia Framptons Debütsingle The Broken Ones wurde am 15. November 2011 veröffentlicht, ihr erstes Soloalbum, Red, am 6. Dezember 2011. Frampton schrieb alle Lieder auf dem Album selbst, teilweise als Koautorin. Red erreichte Platz 106 der Albumcharts und den ersten Platz der Heatseaker-Charts in den Vereinigten Staaten. 2011 ging sie mit ihrem ehemaligen Coach Blake Shelton, sowie 2012 mit The Fray auf Tour. Anfang 2012 ging Frampton selbst auf Tournee mit dem kanadischen Sänger Andrew Allen im Vorprogramm.
2013 arbeitete Frampton an einem neuen Album, das ruhiger und softer als das erste werden soll. Zusammen mit dem Produzenten-Duo The Crystal Method veröffentlichte im Dezember 2013 ihre neue Single Over It samt Musikvideo. 2014 war sie im Lied We Are Giants auf Lindsey Stirlings zweitem Album Shatter Me zu hören, außerdem steuerte sie den Gesang zur Single Stay des australischen DJs tyDi bei. 2014 trat sie in Lindsey Stirlings Tour auf. Zusammen mit Joseph Trapanese gründete sie das Duo Archis, dessen erste EP am 23. Februar 2015 veröffentlicht wurde.
Im Oktober 2016 veröffentlichte sie die Single Golden Years, in es um die „goldenen Jahre“ des Lebens geht. Für Dia selbst war das die Zeit, in der sie in einem gebrauchten Kleinbus mit ihren vier besten Freunden quer durch die USA tourte. Golden Years ist die Lead-Single ihres zweiten Albums Bruises, das am 3. März 2017 erschien.

## Diskografie

### Studioalben
| Jahr | Titel | Höchstplatzierung, Gesamtwochen, AuszeichnungChartsChartplatzierungen (Jahr, Titel, Platzierungen, Wochen, Auszeichnungen, Anmerkungen) | Anmerkungen                            |
| Jahr | Titel | US | Anmerkungen                            |
| ---- | ----- | --- | -------------------------------------- |
| 2011 | Red   | US106 (1 Wo.)US | Erstveröffentlichung: 6. Dezember 2011 |

Weitere Veröffentlichungen
- 2016: Golden Years
- 2017: Yule Tunes
- 2017: Bruises

### Singles
| Jahr | Titel Album        | Höchstplatzierung, Gesamtwochen, AuszeichnungChartsChartplatzierungen (Jahr, Titel, Album, Platzierungen, Wochen, Auszeichnungen, Anmerkungen) | Anmerkungen                                       |
| Jahr | Titel Album        | US | Anmerkungen                                       |
| ---- | ------------------ | --- | ------------------------------------------------- |
| 2011 | Heartless          | US57 (4 Wo.)US | Erstveröffentlichung: Juni 2011                   |
| 2011 | Losing My Religion | US54 (2 Wo.)US | Erstveröffentlichung: Juni 2011                   |
| 2011 | Inventing Shadows  | US20 (1 Wo.)US | Erstveröffentlichung: Juli 2011                   |
| 2011 | I Won’t Back Down  | US57 (1 Wo.)US | Erstveröffentlichung: Juli 2011 mit Blake Shelton |

Weitere Singles
- 2011: The Broken Ones
- 2016: Golden Years
- 2017: Don't Look Back
- 2017: Crave
- 2017: Dead Man
- 2020: 1000 Faces (feat. Jason Ross)